# وثيقة مكة
وهي وثيقة وقع عليها جمع من علماء العراق في مكة عام 2006م، من مختلف الطوائف العراقية، لأجل حقن دماء المسلمين، وإيقاف الحرب الطائفية في العراق، ووقف أعمال العنف التي طالت المساجد ودور العلم والعبادة.
وأدناه نص الوثيقة التي صدرت من منظمة المؤتمر الإسلامي:
«الحمد لله رب العالمين، والصلاة والسلام على رسول الله محمد وآله وصحبه أجمعين، وبعد.. بناء على ما آلت إليه الأوضاع في العراق وما يجري فيه يوميا من إهدار للدماء وعدوان على الأموال والممتلكات تحت دعاوى تتلبس برداء الإسلام والإسلام منها براء، وتلبية لدعوة الأمين العام لمنظمة المؤتمر الإسلامي، وتحت مظلة مجمع الفقه الإسلامي الدولي التابع للمنظمة.
نحن علماء العراق من السنة والشيعة، أجتمعنا في مكة المكرمة، في رمضان من عام 1427هـ، وتداولنا في الشأن العراقي، وما يمر به أهله من محن ويعانونه من كوارث، وأصدرنا الوثيقة الآتي نصها:
أولاً: المسلم هو من شهد أنه لا إله لا الله وأن محمدا رسول الله، وهو بهذه الشهادة يعصم دمه وماله وعرضه إلا بحقها وحسابه على الله. ويدخل في ذلك السنة والشيعة جميعا، والقواسم المشتركة بين المذهبين أضعاف مواضع الاختلاف وأسبابه. والاختلاف بين المذهبين ـ أينما وجد ـ هو اختلاف نظر وتأويل وليس اختلافا في أصول الإيمان ولا في أركان الإسلام. ولا يجوز شرعا لأحد من المذهبين أن يكفر أحدا من المذهب الآخر. لقول رسول الله «من قال لأخيه يا كافر فقد باء بها أحدهما»، ولا يجوز شرعا إدانة مذهب بسبب جرائم بعض أتباعه.
ثانيا: دماء المسلمين وأموالهم وأعراضهم عليهم حرام. قال الله تعالى «ومن يقتل مؤمنا متعمدا فجزاؤه جهنم خالدا فيها وغضب الله عليه ولعنه وأعد له عذابا عظيما»، وقال النبي «كل المسلم على المسلم حرام دمه وماله وعرضه»، وعليه فلا يجوز التعرض لمسلم شيعي أو سني بالقتل أو الإيذاء، أو الترويع أو العدوان على ماله أو التحريض على شيء من ذلك، أو إجباره على ترك بلده أو محل إقامته أو اختطافه أو أخذ رهائن من أهله بسبب عقيدته أو مذهبه ومن يفعل ذلك برئت منه ذمة المسلمين كافة مراجعهم وعلماؤهم وعامتهم.
ثالثاً: لدور العبادة حرمة. وهي تشمل المساجد والحسينيات وأماكن عبادة غير المسلمين. فلا يجوز الاعتداء عليها أو مصادرتها أو اتخاذها ملاذا للأعمال المخالفة للشرع ويجب أن تبقى هذه الأماكن في أيدي أصحابها وأن يعاد إليهم ما أغتصب منها وذلك كله عملا بالقاعدة الفقهية المسلمة عند المذاهب كافة أن «الأوقاف على ما أشترطه أصحابها» وأن «شرط الواقف كنص الشارع» وقاعدة أن «المعروف عرفا كالمشروط شرطا».
رابعاً: إن الجرائم المرتكبة على الهوية المذهبية كما يحدث في العراق هي من الفساد في الأرض الذي نهى الله عنه وحرمه في قول القرآن «وإذا تولى سعى في الأرض ليفسد فيها ويهلك الحرث والنسل والله لا يحب الفساد»، وليس اعتناق مذهب، أيا ما كان، مسوغا للقتل أو العدوان ولو ارتكب بعض أتباعه ما يوجب عقابه إذ «ولا تزر وازرة وزر أخرى».
خامساً: يجب الابتعاد عن إثارة الحساسيات والفوارق المذهبية والعرقية والجغرافية واللغوية، كما يجب الامتناع عن التنابز بالألقاب وإطلاق الصفات المسيئة من كل طرف على غيره، فقد وصف القرآن الكريم مثل هذه التصرفات بأنها فسوق قال الله تعالى «ولا تلمزوا أنفسكم ولا تنابزوا بالألقاب بئس الاسم الفسوق بعد الإيمان ومن لم يتب فأولئك هم الظالمون».
سادساً: ومما يجب التمسك به وعدم التفريط فيه، الوحدة والتلاحم والتعاون على البر والتقوى وذلك يقتضي مواجهة كل محاولة لتمزيقها قال الله تعالى «إنما المؤمنون إخوة»، وقال «وإن هذه أمتكم أمة واحدة وأنا ربكم فاتقون»، ومن مقتضى ذلك وجوب احتراز المسلمين جميعا من محاولات إفساد ذات بينهم وشق صفوفهم وإحداث الفتن المفسدة لنفوس بعضهم على البعض الآخر.
سابعاً: المسلمون من السنة والشيعة عون للمظلوم ويد على الظالم، يعملون بقول الله «إن الله يأمر بالعدل والإحسان وإيتاء ذي القربى وينهى عن الفحشاء والمنكر والبغي يعظكم لعلكم تذكرون»، ومن أجل ذلك يجب العمل على إنهاء المظالم وفي مقدمتها إطلاق سراح المختطفين الأبرياء والرهائن من المسلمين وغير المسلمين. وإرجاع المهجرين إلى أماكنهم الأصلية.
ثامناً: يذكر العلماء الحكومة العراقية بواجبها في بسط الأمن وحماية الشعب العراقي وتوفير سبل الحياة الكريمة له بجميع فئاته وطوائفه، وإقامة العدل بين أبنائه، ومن أهم وسائل ذلك إطلاق سراح المعتقلين الأبرياء، وتقديم من تقوم بحقه أدلة جنائية إلى محاكمة عاجلة عادلة وتنفيذ حكمها، والإعمال الدقيق لمبدأ المساواة بين المواطنين.
تاسعاً: يؤيد العلماء من السنة والشيعة جميع الجهود والمبادرات الرامية إلى تحقيق المصالحة الوطنية الشاملة في العراق عملا بقول الله تعالى «والصلح خير»، وبقوله «وتعاونوا على البر والتقوى».
عاشراً: المسلمون السنة والشيعة يقفون بهذا صفا واحدا للمحافظة على استقلال العراق، ووحدته وسلامة أراضيه؛ وتحقيق الإرادة الحرة لشعبه؛ ويساهمون في بناء قدراتهم العسكرية والاقتصادية والسياسية ويعملون من أجل إنهاء الاحتلال، واستعادة الدور الثقافي والحضاري العربي والإسلامي والإنساني للعراق.
إن العلماء الموقعين على هذه الوثيقة يدعون علماء الإسلام في العراق وخارجه، إلى تأييد ما تضمنته من بيان، والالتزام به، وحث مسلمي العراق على ذلك. ويسألون الله وهم في بلده الحرام، أن يحفظ على المسلمين كافة دينهم وأن يؤمن لهم أوطانهم، وأن يخرج العراق المسلم من محنته وينهي أيام ابتلاء أهله بالفتن، ويجعله درعا لأمة الإسلام في وجه أعدائها.
وآخر دعوانا أن الحمد لله رب العالمين».

## أبرز الموقعين على هذه الاتفاقية
- الشيخ إبراهيم النعمة
- الشيخ عبد الجليل الفهداوي
- الشيخ علي خضر عباس الزند